# かねはら
株式会社かねはらは、静岡県浜松市浜名区にある、スポーツクラブ、ホテル、葬祭業などを営む企業である。

## 概要
本社は浜松市浜名区貴布祢458-1 はまきたプラザホテル内にある
- 会社の理念　『感動第一主義』

## 沿革
- 1959年 - 創業
- 1965年 - カネハラ食品株式会社として設立（青果卸・食品加工(漬け物・落花生)）。後に「鉦原物産株式会社」→「株式会社かねはら」と名称変更。
- 1982年 - 浜北スイミングスクール開業（現在のSPJライフスポーツプラザ）
- 1986年 - 浜北プラザホテル開業（現在のはまきたプラザホテル）
- 2000年 - 開発事業部開設
- 2001年 - セレモニーホールとわに開業（現在のセレモニープラザとわに浜北）
- 2010年 - セレモニープラザとわにきべの里開業

## 事業内容

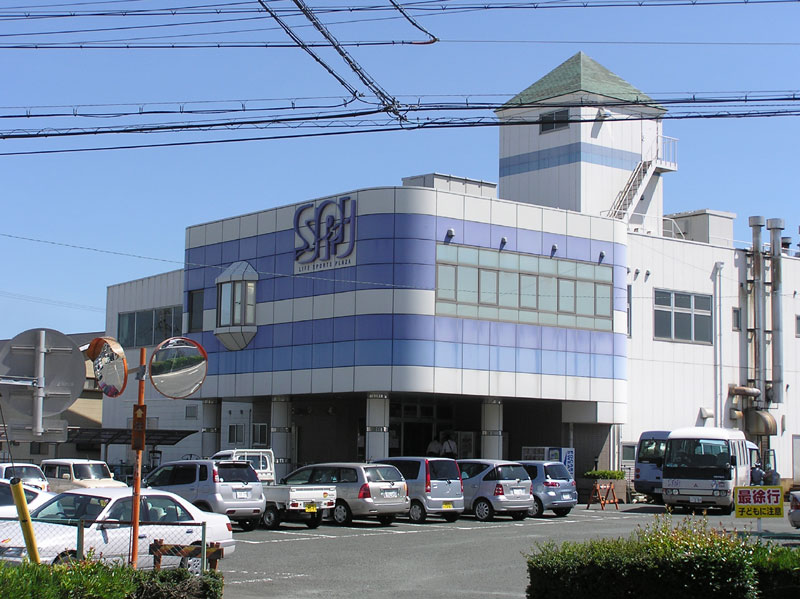
SPJライフスポーツプラザ

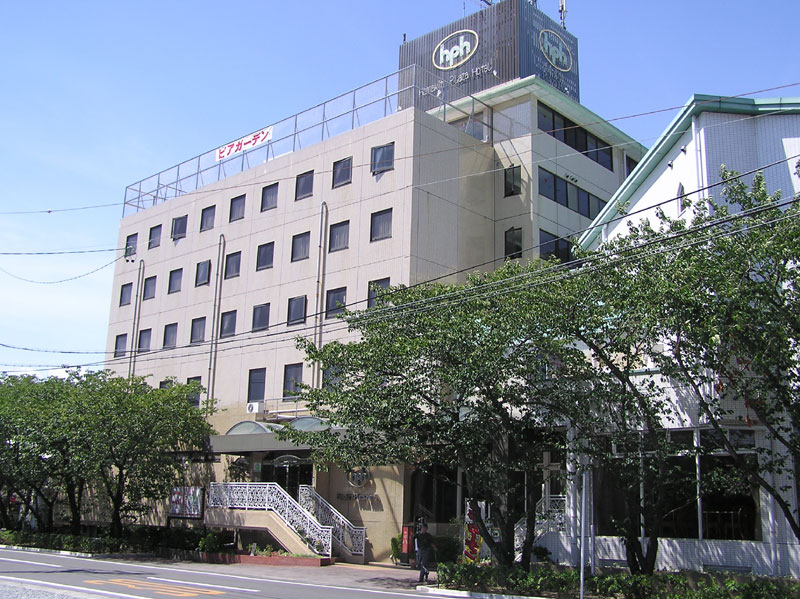
はまきたプラザホテル

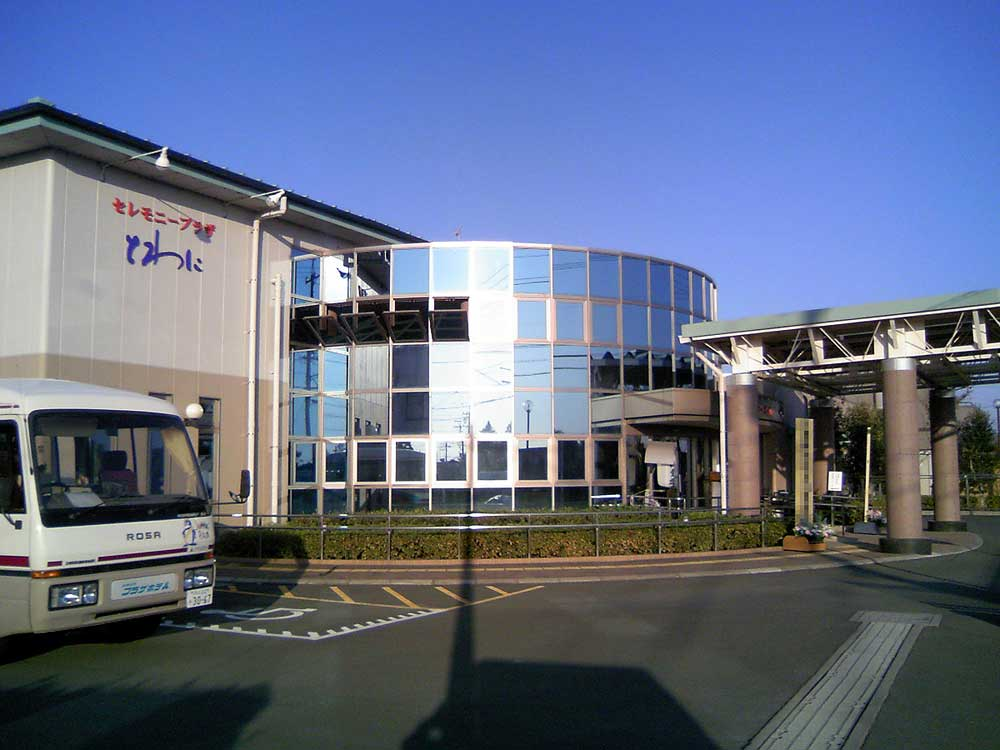
セレモニープラザとわに浜北

### SPJライフスポーツプラザ
- 会員制のスポーツクラブ、SPJライフスポーツプラザの中に、子どもを主体としたスイミングクラブ浜北スイミングプラザが存在するという位置づけである。
- 1階は25m、18mのプール、サブプール、流水歩行専用プールなどを備えている。
- 2階に受付、ロビー、フィットネスジム、ロッカールームを備えている
- 浜北スイミングプラザでは、空手・モダンバレー・ファンク・ジャズチア・英会話・フットサ名ルも行われている（フットサルは浜名区新原にあるセレゾン浜松に委託）
- 1982年4月開業（当初ははまきたプラザホテル西側）　現在地（はまきたプラザホテル南東）には1997年5月移転
- 2000年6月 佐野豪と共著で「スポーツクラブから活力生活倶楽部ー使命と誇りをもった倶楽部創りの提案と実際ー」（不昧堂出版）を出版している。
- 2007年8月 浜松市東区（現・浜松市中央区）有玉北町186-3にサーキットトレーニングを中心とした女性専用フィットネス「SPJフルール」をオープンした。
- 所在地　浜松市浜名区西美薗（本社が所在する「はまきたプラザホテル」と隣接しており、郵便物を管理する関係により広告物には浜松市浜名区貴布祢458-1と表記している）

### はまきたプラザホテル
- 宿泊

客室数67室。うち55室がシングルルームとビジネスホテルの形態を取っている。
- 宴会

大小8つの宴会場を有す
- 表記法について

現在は「はまきたプラザホテル」だが、開業時は「浜北プラザホテル」と表記した。1996年あたりから「HAMAKITAプラザホテル」、2000年あたりから「はまきたプラザホテル」と表記するようになったが、営業申請上は2006年の2月に変更されるまで「浜北プラザホテル」であった。
- 所在地　浜松市浜名区貴布祢458-1

### セレモニープラザとわに
- セレモニープラザとわに浜北、セレモニープラザとわにきべの里(浜名区西美薗283)の2つの葬祭場がある。
- かつて、同浜北は「セレモニーホールとわに」と称していたが、2004年に現在のホール名に改称している。
- 所在地　浜松市浜名区新原3046-1　(セレモニープラザとわに浜北)

## アクセス

### はまきたプラザホテル、SPJライフスポーツプラザ、 セレモニープラザとわにきべの里
1. 遠州鉄道美薗中央公園駅徒歩2 - 3分
2. 遠州鉄道浜北駅、遠鉄バス・浜松バス・浜北コミュニティバス「浜北駅」バス停徒歩4 - 5分
3. 浜松バス「美薗中央公園入口」バス停徒歩4分

### セレモニープラザとわに浜北
1. 遠州鉄道遠州小林駅徒歩15分
2. 遠鉄バス「日赤病院」バス停徒歩7分
3. 浜松バス「日赤病院」バス停徒歩7分